# Architecture de document ouverte
Pour les articles homonymes, voir ODA.
L’Architecture de document ouverte (Open Document Architecture, plus souvent simplement ODA, parfois désignée incorrectement comme Office Document Architecture) est à l'origine d’un format de fichier document normalisé, et désigne une norme de codage et d'échange d’information créée par l’UIT-T, destinée initialement à remplacer tous les formats de fichiers propriétaires. Elle ne devrait pas être confondue avec le format OASIS Open Document Format for Office Applications (plus connu sous le nom OpenDocument ou son sigle ODF).

## Présentation de la norme
ODA est détaillé dans la documentation des recommandations de la série T.410 (T.411 à T.424, les chapitres T.420 et T.423 n’existant pas), qui sont équivalentes à la norme ISO/CEI 8613. C’est (conjointement avec les formats XML/HTML et SGML) un des trois formats ouverts de documents normalisés au niveau international par l’ISO. En France, elle est approuvée en tant que norme NF Z71, avec les mêmes numéros de chapitre que dans la norme ISO/CEI.
ODA définit un format de document composite qui peut contenir du texte brut, des images pixelisées, des graphiques vectoriels, et des contenus audio et vidéo. La spécification comprend également un certain nombre d’interfaces applicatives formelles pour le traitement des documents.
La Recommandation UIT-T / Norme internationale a été élaborée conjointement par la Commission d’études 8 de l’UIT-T et le Comité technique mixte JTC 1 de l’ISO/CEI. Actuellement[Quand ?], les Recommandations de la série UIT-T T.410 ou ISO/CEI 8613 comportent les titres suivants :
- introduction et principes généraux ;
- structures des documents ;
- profil de document ;
- format ouvert de transfert de documents ;
- architecture de contenu de type caractères ;
- architecture de contenu graphique en points ;
- architecture de contenu graphique géométrique ;
- architecture de contenu graphique audio ;
- spécifications formelles de l'architecture des documents ouverte (FODA) (formal specification of the open document architecture).

Les dernières spécifications formelles ne s'appliquent qu’à la norme ISO/CEI 8613.
La norme a été finalisée et totalement publiée entre 1993 et 1996, corrigée en 1997 et amendée en 2000 pour les contenus graphiques en points. Depuis septembre 2007 elle est entièrement publiée par l’ITU et disponible gratuitement en anglais, français et espagnol.

## Structure des documents
Les documents contiennent à la fois des structures logiques et des structures physiques.
De façon logique, le texte peut être partitionné en chapitres, pieds de page, et autres sous-éléments de façon similaire à HTML, et la disposition remplit une fonction similaire aux Feuilles de style en cascade (Cascading Style Sheets, ou CSS) du monde web.
Le format binaire de transport d'un fichier conforme à ODA est appelé Open Document Interchange Format (ODIF) et est basé sur les normes Standard Generalized Markup Language (SGML) et Abstract Syntax Notation One (ASN.1). Il est spécifié dans le chapitre T.415.

## Historique
Initialement, le projet a été créé sous l’égide du CCITT, avant d’être transféré à l’UIT-T et approuvé par l'ISO/CEI qui a défini une structure formelle.
En 1985, le programme européen de recherche ESPRIT a financé une implémentation pilote du concept ODA, impliquant entre autres le Groupe Bull, Olivetti, ICL et Siemens AG. Cependant, un nombre insuffisant de développeurs de logiciels de traitement de documents ont choisi de supporter le format.
Il a également fallu un temps extraordinairement long pour finaliser le format (le pilote a été financé en 1985), mais la spécification finale ne fut pas publiée avant 1993 (après le retrait de la spécification T.400 de novembre 1988 présentant les principes généraux, complètement reformulé dans le chapitre T.411 après redécoupage du projet en sous-chapitres de la série T.410) ; de plus, certains chapitres indispensables à l'interopérabilité des services n’ont été publiés qu’en 1996 avec une série de corrigenda en 1997 destinés à régler les problèmes, et quelques amendements ont été apportés en 2000 (après l’avancement des travaux sur XML avec lequel ODA doit aujourd’hui interopérer).
Étant donné le manque de produits qui supportent le format, en partie à cause du temps excessif utilisé pour créer la spécification, peu d’utilisateurs s’y sont intéressés. L’intérêt initial pour ce format a fini par s’estomper avec le temps.
Il n’est cependant pas correct de désigner l’ODA comme un échec, mais l’esprit de cette norme a clairement influencé des formats ultérieurs de documents qui ont tiré leur succès en gagnant le support de nombreux développeurs de logiciels et d’utilisateurs. Ces autres formats incluent HTML et CSS de même que XML et XSL, qui ont conduit au développement du nouveau format OpenDocument.